# Липово (Никольский район)
Липово — деревня в Никольском районе Вологодской области.
Входит в состав Пермасского сельского поселения, с точки зрения административно-территориального деления — в Пермасский сельсовет.
Расстояние по автодороге до районного центра Никольска — 34 км, до центра муниципального образования Пермаса — 6 км. Ближайшие населённые пункты — Дворище, Блудново, Сторожевая.
По переписи 2002 года население — 40 человек (18 мужчин, 22 женщины). Всё население — русские.